# 佐羅早松神社 (美濃市)
佐羅早松神社（さらはやまつじんじゃ）は、岐阜県美濃市上河和にある神社。

## 概要
武儀郡神名帳の「佐羅早松権現」と推測される。
創建時期は不詳。一説では養老二年（718年）に泰澄が白山神社として創建したという。天元五年（982年）に加賀国佐羅早松神社（白山七社の一つ）を勧請し、佐羅早松神社と改称する。
1873年（明治6年）に村社となる。1909年（明治42年）、武儀郡洲原村大字上河和（現・美濃市上河和）内の神社（県神社、杉宮神社、瀧宮神社、小谷神社、大森神社、山神神社）を合祀する。
1958年（昭和33年）、岐阜県神社庁より銀幣社に指定される。

## 主祭神
- 鸕鶿草葺不合尊[3]

神宮御鎮座二千年記念神名帳（岐阜県神社庁美濃市支部）では伊弉冊尊と記述
- 菊理媛命[3]

## 合祀祭神
- 国常立命
- 大己貴命
- 大山祇命
- 素盞男命
- 軻遇槌神
- 宇迦魂神

## 境内社
- 稲荷神社
- 秋葉神社
- 津島神社

## その他
- かつては白山信仰により、仏像が安置されていた。明治時代初期の神仏分離・廃仏毀釈により、これらの仏像は靈泉寺に移されている。このうち木造増長天像と木造十一面観音立像は岐阜県の重要文化財に指定されている[5][6]。